# 鶴田葵
鶴田 葵（つるた あおい、1991年11月26日 - ）は、日本の女優。株式会社プルーフコーポレーション所属。神奈川県出身。

## 略歴
- 劇団6番シード「ショートストーリーズ」にて初舞台（2011年7月）。
- アクトアイドル「アリスインアリス[2]（二期）」加入（2015年2月）。
- BLUE ROSEから株式会社あおいへ移籍[3]（2018年8月）。
- 株式会社プルーフコーポレーション所属（2019年8月）

## 人物
- 特技：イラスト
- 趣味：アニメ鑑賞、ピアノ
- 愛称：つるちゃん

## 出演

### 舞台
2011年
- 劇団6番シード 『ショートストーリーズ〜夏の片隅でみつけた6つの物語〜』（2011年7月26日 - 8月7日、池袋・シアターKASSAI）
  - 「Re:（アールイー）」 / 「オレンジ新撰組」 / 「ホームセンターズピリオド」 / 「天気と戦う女」

- B-baby「モダン・ホラー」Aチーム（2011年10月13日 - 16日、笹塚ファクトリー）

2012年
- アリスインプロジェクト「パラダイスロスト」星組（2012年2月1日 - 6日、池袋・シアターKASSAI） - 玉井シズカ 役
- アリスインプロジェクト「ワールズエンド ガールズスタート」星組（2012年5月2日 - 6日、池袋・シアターKASSAI） - 河合マイア 役
- アリスインプロジェクト「ハイスクールミレニアム2012」星組（2012年8月14日 - 19日、上野・ストアハウス） - 前村里美 役
- ゴブレイシアター「ミオとジュリとエット…」（2012年10月16日 - 21日、池袋・シアターKASSAI）
- Stylish shine!!「Dance attendance up on you」（2012年12月19日 - 23日、池袋・シアターグリーン Big Tree Theater）

2013年
- ゴブレイプロジェクト「まいっちんぐマチコ先生」（2013年2月11日 - 17日、池袋・シアターKASSAI） - PTA会長 役
- ゴブレイプロジェクト「cafe & restaurant キングリア」（2013年4月2日 - 7日、蒲田・まほろ劇場）
- アリスインプロジェクト×はちみつシアター「チェンジング☆ホテル」星組（2013年5月1日 - 6日、池袋・シアターKASSAI） - 井川さくら 役
- 劇団6番シード「Call me Call you」（2013年6月27日 - 7月4日、吉祥寺シアター）
- 太。ちょい×ゴブレイプロジェクト「楢山☆異邦人」（2013年7月16日 - 21日、池袋・シアターKASSAI）
- やまの恭平×ゴブリン串田「オムニバスカフェ」（2013年8月10日 - 11日、江古田・兎亭）
- ゴブレイプロジェクト「ハムレット〜赤いきつねと緑のハムレット〜」（2013年9月10日 - 15日、池袋・シアターKASSAI） - 四井乱丸 役
- みみなりももなり「みみなりももなりの中目黒TV」（2013年10月22日 - 27日、ウッディシアター中目黒）
- ゴブレイシアター「舞台版まいっちんぐマチコ先生 2」（2013年11月19日 - 24日、池袋・シアターKASSAI） - 教頭先生 役
- ミニシアター「オムニバス公演」（2013年12月14日 - 26日、神田・K-HALL）

2014年
- STRAYDOG ”Seedling”「けんじ君の春」Bチーム（2014年1月22日 - 26日、池袋GEKIBA） - 鯛子 役
- 愛原慎一のミニシアター「カイワゲキ」（2014年2月21日 - 23日、神田K-HALL）
- A☆ct Stage「桃太郎外伝-竜宮城大決戦-」（2014年3月14日、築地ブディストホール）
- 東京女子演劇部「聖澤女学院 ラストディーバ」（2014年4月3日 - 6日、新馬場・六行会ホール） - スミレ科
- 劇団6番シード「オレンジ新撰組リターンズ」（2014年5月2日 - 11日、池袋・シアターKASSAI） - 雲雀 役
- はちみつシアター 「ロミミ」（2014年6月25日 - 29日、中野・テアトルBONBON）
- 愛。ちょい「大真夏の夜の夢の浪漫」（2014年8月27日 - 31日、下北沢、小劇場B1）
- 愛。ちょい「ゴールデンテンプル」（2014年10月22日 - 26日、池袋・シアターKASSAI）
- はちみつシアター 「ハニードラッグ」（2014年12月9日、吉祥寺・スターパインズカフェ）
- アリスインプロジェクト「セブンフレンズ セブンミニッツ」時組（2014年12月17日 - 21日、新馬場・六行会ホール） - 引野紅 役

2015年
- シザーブリッツ「レンアイドッグス」チームB（2015年1月24日 - 2月1日、新宿・サンモールスタジオ） - 高梨里美 役
- 猫の七光りプロデュース『ラブ・イズ・ミラクル〜愛とか恋とか全部のせ〜』「シェア・マイ・ラブ」（2015年2月10日 - 15日、学芸大学・千本桜ホール)
- アリスインプロジェクト「ラストホリデイ2015〜終わらない歌〜」（2015年4月29日 - 5月10日、池袋・シアターKASSAI） - 月組 有森紅子 役
- アリスインプロジェクト「魔銃ドナー」（2015年6月24日 - 7月5日、池袋・シアターKASSAI） - 遠野ゆうき 役
- アリスインプロジェクト「アリスインデッドリースクール ビヨンド」（2015年8月13日、14日、池袋・シアターKASSAI） - 日替わりゲスト 竹内珠子 役
- 爆走おとな小学生「勇者セイヤンの物語（仮）」（2015年9月11日 - 13日、学芸大学・千本桜ホール） - 二面のボス 役
- はちみつシアター LIVE VOL.4「バーキン・バーキン」（2015年12月4日 - 5日、吉祥寺・スターパインズカフェ）
- アリスインプロジェクト×ボクラ団義「ハイスクールミレニアム2015」（2015年12月16日 - 20日、新馬場・六行会ホール） - 前村里美 役

2016年
- メグルキカク「チョコレート戦争」（2016年2月10日 - 14日、八幡山・ワーサルシアター） - 天野メグミ 役
- 爆走おとな小学生「勇者セイヤンの物語（真）」（2016年3月24日 - 27日、新宿村LIVE） - 四面のボス 役
- UDA☆MAP「ヅカヅカ☆ルネッサンス」（2016年7月6日 - 11日、池袋・シアターKASSAI） - ホワイティ 役
- メグルキカク「オカシな夜にキカイな涙」（2016年10月26日 - 30日、上野ストアハウス） - 安東ハルナ 役
- 武士道「関ヶ原の爪痕」（2016年12月2日 - 6日、椎名町・シアター風姿花伝） - 奈々 役

2017年
- アリスインプロジェクト「真説・まなつの銀河に雪のふるほし」（2017年1月11日 - 15日、六行会ホール） - アレク 役
- 劇団6番シード「人生の大事な部分はガムテで止まっている」大正時代編（2017年4月15日 - 23日、池袋・シアターKASSAI） - 松嶋桃枝 役
- 小川細川企画「市と惣左の恋ひ慕ふ」（2017年5月10日 - 14日、西荻窪・遊空間がざびぃ） -  お辰 役
- アリスインプロジェクト「クォンタムドールズ2017」（2017年7月5日 - 9日、六行会ホール） - 烏丸千鶴 役
- UDA☆MAP「新宿☆アタッカーズ season2-熱海殺人事件-」（2017年8月9日 - 14日、池袋・シアターKASSAI） - 寂遜 役
- アリスインプロジェクト「アリスインデッドリースクール・ノクターン」（2017年10月4日,7日,8日、新宿村LIVE） - 竹内珠子 役
- 武士道「信長〜魔王降臨〜」（2017年11月4日 - 7日、内幸町ホール） - 充希 役
- 犀の穴プロデュース「ONE DAY」（2017年12月20日 - 24日、十条・犀の穴） - 神崎 役

2018年
- はちみつシアター「ロミミ_The W edition_」（2018年3月7日 - 11日、中野・ザ・ポケット） - ステージロイヤル
- アリスインプロジェクト「続・魔銃ドナー」（2018年4月11日 - 15日、新宿村LIVE） - 遠野ゆうき 役
- 空想嬉劇団イナヅマコネコ「願いのメモリーラプス」（2018年5月9日 - 14日、上野ストアハウス） - クローソ 役
- 犀の穴プロデュース「黄雏菊 Rudbeckia:anjir zero」（2018年6月22日 - 27日、十条・犀の穴） - 辛島 役
- UDA☆MAP「沼田☆フォーエバー」（2018年7月25日 - 8月1日、池袋・シアターKASSAI） - 自由の女神さん 役
- 劇団6番シード「劇作家と小説家とシナリオライター」C日程（2018年12月9日 - 16日、池袋・シアターKASSAI） - 私 役

2019年
- アリスインプロジェクト「DANCE! DANCE! DANCE! オルタナティブ」（2019年2月9日 - 17日、池袋・シアターKASSAI） - 斑鳩命 役
- アリスインプロジェクト「降臨Hearts&Soul」（2019年4月25日 - 5月6日、池袋・シアターKASSAI） - 西郷隆盛 役
- はちみつシアター「有耶無耶ダイブ!!〜パラドーション00〜」（2019年5月29日 - 31日、吉祥寺スターパインズカフェ） - ショウ 役
- カガミ想馬プロデュース「イリクラ-2019-〜Iridescent Clouds〜」（2019年7月18日 - 22日、池袋・シアターグリーンBIG TREE THEATER） - グリーン 役
- マルガリータ企画『マルガリータピザ1stCUT』「ディッキンソニア」（2019年9月19日 - 23日、池袋・シアターKASSAI） - ロマンス 役
- アリスインプロジェクト「アリスインアリスinデッドリースクール」（2019年12月12日 - 23日、池袋・シアターKASSAI） - ペルセ 役

2020年
- 蜂巣和紀単独コントイベント『蜂巣祭〜2020冬の陣〜』「毒林檎姫」（2020年1月10日 - 12日、ステージカフェ下北沢亭） - チンピラ 役
- ENG「ニンギョヒメ」(2020年2月26日 - 3月2日、シアターグリーンBOX in BOX TEHATER）- 姫 役
- 劇団生粋「夏の夜の夢」（2020年3月25日 - 29日、中目黒キンケロシアター） - ヘレナ 役
- UDA☆MAP「新宿☆アタッカーズSeason3〜孤島の洋館連続殺人事件〜」（2020年9月30日 - 10月4日、池袋・シアターグリーンBIG TREE THEATER） - 寂遜（じゃくそう） 役
- 劇団6番シード「ザ・ボイスアクター2020～アニメーション&オンライン～」オンライン編（2020年11月20日 - 29日、池袋・シアターKASSAI） - 目貫綾子 役

2021年
- Girls feather「サンサーラ式葬送入門-普賢篇-」Aチーム（2021年2月4日 - 14日、池袋・シアターKASSAI） - 露口まこと 役
- HH企画「獣に花」ver.K（2021年3月26日 - 28日、中野スタジオあくとれ） - 天沼さつき 役
- UDA☆MAP「ガールズトーク☆アパートメント2020」（2021年6月16日 - 21日、池袋・シアターKASSAI） - 蛇目玲香 役
- UDA☆MAP「袴DE☆アンビシャス!」（2021年8月4日 - 6日、池袋・シアターグリーン BIG TREE THEATER） - 五所瓦ノゾミ 役
- カガミ想馬プロデュース「イリクラ〜Iridescent Clouds〜2020-2021」（2021年9月29日 - 10月3日、池袋・シアターグリーンBIG TREE THEATER） - 緑谷 役
- バンタムクラスステージ「エレモア・ムーブ」（2021年10月22日 - 31日、花まる学習会王子小劇場） - キーラ・ブレナー 役
- 劇団皇帝ケチャップ「無視できない私の中の感情」（2021年11月20日 - 23日、コフレリオ新宿シアター） - 藤野美奈代 役
- メディリリ「まむかいのおじさん」（2021年12月24日 - 29日、下北沢・小劇場B1） - 竹本さん 役

2022年
- 劇団☆ディアステージ「トラブルメーカーwww」（2022年1月19日 - 23日、池袋・シアターKASSAI） - 風間冬美 役
- 合同会社AIP『トリップ・オン・アンダーグラウンド』「コレスポンド」（2022年4月6日 - 10日、池袋・シアターKASSAI） - ヒロイン ルーシー 役
- エウレカ座「未来はボクらの手の中」（2022年6月8日 - 12日、恵比寿・シアター・アルファ東京） - 大沢優子 役
- UDA☆MAP「袴DE☆アンビシャス!2022」（2022年7月13日 - 18日、池袋・シアターグリーン BIG TREE THEATER） - 五所瓦ノゾミ 役
- カラスカ「ざつおん!」（2022年9月7日 - 11日、下落合・TACCS1179） - 浜辺汐里 役

2023年
- アメツチ新人作家発掘プロジェクト『ウブスナvol.1』「ミッドナイト・ホットスナック」（2023年2月1日 - 5日、池袋・シアターKASSAI） - 本多由紀 役
- HH企画「あんた誰?」（2023年3月24日 - 26日、中野・スタジオあくとれ） - 西園寺京子 役
- 空想嬉劇団イナヅマコネコ「ソリチュードタウンの死神」Team Windy（2023年5月21日 - 28日、池袋・シアターグリーン BIG TREE THEATER） - エフィ・コレット 役
- Project Amythos 朗読公演「空の匣庭～Archives～」（2023年7月27日 - 30日、コフレリオ新宿シアター） - TYPE-A:バーベナ / TYPE-B:オリーブ 役
- 縁劇ユニット流星レトリック「Celestine#10 -ホラーナイト-」（2023年8月4日 - 6日、富士見台・アルネ543）
- 放課後ビアタイム『Panic X'mas!!』（2023年8月16日 - 20日、上野ストアハウス）
  - 「Panic X'mas!!」 - アゲハ 役
  - 「ラストプレゼント」 - キャロル 役

- はちみつシアター「ミルクと、セブン」（2023年9月28日 - 30日、吉祥寺STAR PINE’S CAFE） - チームミルク R 役
- フレッシュ企画「コントニエンゲキニ」（2023年11月22日：新宿スターフィールド、23日 - 25日：せんがわ劇場） - 石蕗紅葉 役

2024年
- 「菅生ゼミ休講のお知らせ」4期A組（2024年3月15日 - 24日、新宿・スターフィールド） - 紫水 役
- ProjectAmythos「空の匣庭」team CANAAN（2024年4月25日 - 29日、大塚・萬劇場） - カマエル 役
- メディアンプロ『50minutes2024』「刹那のサイン」（2024年7月10日 - 15日、新宿・シアターブラッツ） - 坂城麻巳子 役
- 放課後ビアタイム「魔女の隣の物の怪の墓三世」（2024年8月16日 - 18日、赤坂CHANCEシアター）
- BE WOOD LIVE『密室』「ハコの中身」（2024年9月6日 - 8日、ステージカフェ 下北沢亭） - エミリー 役
- Poppin' Shower「星空ハーモニー2024」♯チーム（2024年12月25日 - 29日、池袋・シアターグリーンBIG TREE THEATER） - 菊地早理 役

#### 2025年
- UMIPROduce「くるわ、くるら」（2025年2月12日 - 16日、新宿・シアターモリエール） - 小紫 役[70]

### 映画
- アリスインプロジェクト「アリスインデッドリースクール・アジタート[71]」（2017年10月、監督：山岸謙太郎） - 竹内珠子 役（カメオ出演）
- 劇団6番シード×ProjectYamaken「ディープロジック[72]」（2020年1月、監督：山岸謙太郎） - アタッカーズ Crane 役
  - 「Dプロジェクト」 UDA編・ヒグチ君編（2017年2月）
  - 「Dプロジェクト」クリュウ編・シーナ編（2018年3月）

### ネット配信
- まんがランドONLINE!z
  - 愛沢舞美のまんがランドONLINE!z北千住2号店TVライブオンライン（2013年4月10日）[73]
  - 綾木舞美のまんがランドONLINE!z北千住TVライブオンライン（2014年4月16日）[74]
- アリスインプロジェクト『オンライン学園バラエティ「アイガク！LIVE」』（2020年5月、YouTube・ニコニコ生放送）
- カラスカ
  - 「全国ウーマンパワー選手権」（2020年8月20日、TwitCasting） - 田中妙子 役
  - 「真夏の太陽」（2020年8月21日、TwitCasting） - 海野渚 役

## ユニット活動
- アクトアイドル「アリスインアリス（二期）」（2015年2月24日 - ） - アリスインアリスの項を参照のこと